# 大崎梢
大崎 梢（おおさき こずえ、9月28日 -）は、日本の小説家、推理作家。元書店員。2006年、東京創元社発行の連作短編集『配達あかずきん』にてデビュー。ミステリーズ!新人賞選考委員。

## 経歴・人物
東京都出身。2006年5月、東京創元社発行の連作短編集『配達あかずきん』を発表、小説家デビューを果たす。同年春まで書店に勤務していた経験があり、デビュー作をはじめとした『成風堂書店事件メモ』シリーズは、駅ビル内にある中規模書店を舞台とし、しっかり者の店員、木下杏子をワトソン役兼語り手に、勘のいい学生アルバイト西巻多絵を名探偵役としている。同シリーズは、多くが書店を舞台として日常の謎を扱っていることから、「本格書店ミステリ」とも呼ばれる。同じく書店勤務の経験がある漫画家の久世番子により、新書館発行の漫画雑誌『月刊ウィングス』の2007年7月号から漫画版『配達あかずきん』が連載開始された（同誌2007年3月号に予告漫画が掲載された）。ジャンルは、ミステリー作品が中心であるが、天才探偵SENシリーズなどの児童書も発表している。2014年5月17日、「王様のブランチ」（TBSテレビ）で『忘れ物が届きます』が取り上げられた。好きな作家は横溝正史で、中でも『獄門島』と『八つ墓村』と『悪魔の手毬唄』が好きだという。書店を舞台にした小説を書き始めたのは、書店での仕事の話をすると、友達に好評だったことがきっかけという。現在は神奈川県横浜市に在住。

## 作品リスト

### 単著

#### 成風堂書店事件メモシリーズ
- 配達あかずきん 成風堂書店事件メモ（2006年5月 東京創元社 ミステリ・フロンティア / 2009年3月 創元推理文庫）
- 晩夏に捧ぐ 成風堂書店事件メモ（出張編）（2006年9月 東京創元社 ミステリ・フロンティア / 2009年11月 創元推理文庫）
- サイン会はいかが？ 成風堂書店事件メモ（2007年4月 東京創元社 ミステリ・フロンティア / 2010年3月 創元推理文庫）
- ようこそ授賞式の夕べに 成風堂書店事件メモ（邂逅編）（2013年11月 東京創元社 ミステリ・フロンティア / 2017年2月 創元推理文庫）

#### 出版社営業・井辻智紀の業務日誌シリーズ
- 平台がおまちかね（2008年6月 東京創元社 創元クライム・クラブ / 2011年9月 創元推理文庫）
- 背表紙は歌う（2010年9月 東京創元社 創元クライム・クラブ / 2013年7月 創元推理文庫）

#### 天才探偵Senシリーズ
- 天才探偵Sen 公園七不思議（2007年11月 ポプラポケット文庫）
- オルゴール屋敷の罠（2008年7月 ポプラポケット文庫）
- 呪いだらけの礼拝堂（2009年2月 ポプラポケット文庫）
- 神かくしドール（2009年10月 ポプラポケット文庫）
- 亡霊プリンスの秘密（2010年9月 ポプラポケット文庫）
- 迷宮水族館（2011年6月 ポプラポケット文庫）
- テレビ局ハプニング・ツアー（2012年2月 ポプラポケット文庫）

#### 千石社シリーズ
- プリティが多すぎる（2012年1月 文藝春秋 / 2014年10月 文春文庫）
- クローバー・レイン（2012年6月 ポプラ社 / 2014年8月 ポプラ文庫）
- スクープのたまご（2016年4月 文藝春秋 / 2018年9月 文春文庫）
- 彼方のゴールド（2019年10月 文藝春秋 / 2021年7月 文春文庫）

#### その他
- 片耳うさぎ（2007年8月 光文社 / 2009年11月 光文社文庫）
- 夏のくじら（2008年8月 文藝春秋 / 2011年6月 文春文庫）
- スノーフレーク（2009年2月 角川グループパブリッシング / 2011年7月 角川文庫）
- ねずみ石（2009年9月 光文社 / 2012年1月 光文社文庫）
- かがみのもり（2011年3月 光文社 BOOK WITH YOU / 2013年9月 光文社文庫）
- キミは知らない（2011年5月 幻冬舎 / 2014年4月 幻冬舎文庫）
- ふたつめの庭（2013年5月 新潮社 / 2015年10月 新潮文庫）
- 忘れ物が届きます（2014年4月 光文社 / 2016年8月 光文社文庫）
- だいじな本のみつけかた（2014年10月 光文社 BOOK WITH YOU / 2017年4月 光文社文庫）
- 空色の小鳥（2015年9月 祥伝社 / 2018年6月 祥伝社文庫）
- 誰にも探せない（2016年2月 幻冬舎）
  - 【改題】宝の地図をみつけたら（2019年4月 幻冬舎文庫）
- よっつ屋根の下（2016年8月 光文社 / 2018年12月 光文社文庫）
- 本バスめぐりん。（2016年11月 東京創元社 / 2019年10月 創元推理文庫）
- 横濱エトランゼ（2017年6月 講談社 / 2020年3月 講談社文庫）
- ドアを開けたら（2018年9月 祥伝社 / 2022年4月 祥伝社文庫）
- さよなら願いごと（2020年5月 光文社 / 2023年8月 光文社文庫）
- もしかして ひょっとして（2020年10月 光文社 / 2023年9月 光文社文庫）
- めぐりんと私。（2021年4月 東京創元社 / 2024年4月 創元推理文庫）
- バスクル新宿（2021年8月 講談社 / 2024年1月 講談社文庫）
- 27000冊ガーデン（2023年4月 双葉社）
- 春休みに出会った探偵は（2024年3月 光文社）

### アンソロジー
「」内が大崎梢の作品
- ザ・ベストミステリーズ 2007 推理小説年鑑（2007年7月 講談社）「標野にて 君が袖振る」
  - 【分冊・改題】MARVELOUS MYSTERY 至高のミステリー、ここにあり（2010年11月 講談社文庫）
- きみも名探偵 名探偵はどっち?（2008年2月 偕成社）「名探偵はどっち?」
- 片想い。（2008年3月 ピュアフル文庫）「北風のマント」
- 初恋。（2009年1月 ピュアフル文庫）「冬の日のツルゲーネフ」
- きみが見つける物語 不思議な話編（2010年1月 角川文庫）「標野にて 君が袖振る」
- とっさの方言（2012年8月 ポプラ文庫）※エッセイアンソロジー「肥えちゅう」
- エール！ 1（2012年10月 実業之日本社文庫）「ウェイク・アップ」
- 君と過ごす季節 春から夏へ、12の暦物語（2012年12月 ポプラ文庫）「小暑」
- 風色デイズ（2012年12月 ハルキ文庫）「体育館フォーメーション」
- 大崎梢リクエスト！ 本屋さんのアンソロジー（2013年1月 光文社 / 2014年8月 光文社文庫）「ショップtoショップ」
- 近藤史恵リクエスト！ ペットのアンソロジー（2013年1月 光文社 / 2014年7月 光文社文庫）「灰色のエルミー」
- 驚愕遊園地（2013年11月 光文社 / 2016年5月 光文社文庫）「君の歌」
- 私がデビューしたころ ミステリ作家51人の始まり（2014年6月 東京創元社）※エッセイアンソロジー「楽しかったり、びくついたり、開き直ったり」
- 3時のおやつ（2014年10月 ポプラ文庫）※エッセイアンソロジー「いもだんご」
- Wonderful Story（2014年10月 PHP研究所 / 2017年9月 PHP文芸文庫）「海に吠える」※犬崎梢名義
- パレス・メイヂ (4) 同人誌付き特装版（2015年8月 著：久世番子 白泉社花とゆめCOMICS）[11]「ヨコハマの休日」
- アンソロジー 捨てる（2015年11月 文藝春秋 / 2018年10月 文春文庫）「箱の中身は」
- みんなの少年探偵団2（2016年3月 ポプラ社 / 2018年4月 ポプラ文庫）「闇からの予告状」
- 自薦 THE どんでん返し2（2017年1月 双葉文庫）「絵本の神さま」
- アンソロジー 隠す（2017年2月 文藝春秋 / 2019年11月 文春文庫）「バースデイブーケをあなたに」
- ザ・ベストミステリーズ 2017 推理小説年鑑（2017年5月 講談社）「都忘れの理由」
- 十歳までに読んだ本（2017年7月 ポプラ社）※エッセイアンソロジー「ニルスのふしぎな旅」
- 惑―まどう― アンソロジー（2017年7月 新潮社 / 2022年2月 実業之日本社文庫）「かもしれない」
- 推理作家謎友録 日本推理作家協会70周年記念エッセイ（2017年8月 角川文庫）※エッセイアンソロジー
- 女ともだち（2018年3月 文春文庫）「水底の星」
- 怪を編む ショートショート・アンソロジー（2018年4月 光文社文庫）「と・み・た」
- アンソロジー 嘘と約束（2019年4月 光文社 / 2023年10月 光文社文庫）「いつかのみらい」
- あなたに謎と幸福を ハートフル・ミステリー傑作選（2019年7月 PHP文芸文庫）「君の歌」
- アンソロジー 初恋（2019年12月 実業之日本社文庫）「レモネード」
- 蠱惑の本 異形コレクション L（2020年12月 光文社文庫）「蔵書の中の」
- Day to Day（2021年3月 講談社 / 2021年3月 講談社【愛蔵版】）「4/3」
- Story for you（2021年3月 講談社）「寄道小道」
- 11の秘密 ラスト・メッセージ（2021年12月 ポプラ社）「もうひとつある」
  - 【改題】これが最後のおたよりです（2025年2月 ポプラ文庫）
- おいしい旅 想い出編（2022年7月 角川文庫）「横浜アラモード」
- ここだけのお金の使いかた（2022年12月 中公文庫）「12万円わんこ」
- 思い出ごはん（2023年3月 PHP文芸文庫）※エッセイアンソロジー「無敵な炊き込みご飯」
- おひとりさま日和（2023年9月 双葉文庫）「リクと暮らせば」
- おいしい旅 しあわせ編（2023年10月 角川文庫）「もしも神様に会えたなら」
- キッチンつれづれ（2024年5月 光文社文庫）「春巻きとふろふき大根」
- おひとりさま日和 ささやかな転機（2024年9月 双葉文庫）「アンジェがくれたもの」
- 竜と蚕 大神坐クロニクル（2025年2月 原書房）「竜宮城の花」
- ミステリなカフェ 午後3時の謎解きアンソロジー（2025年6月 双葉文庫）「雪の糸」
- やさしいお店で謎解きを お店×ミステリ アンソロジー（2025年8月 双葉文庫）「パンダは囁く」

### 単著未収録作品
- 再会（PHP研究所『文蔵』2013年10月号）

## メディア・ミックス

### 映画
- スノーフレーク（2011年8月6日公開、配給：スタイルジャム、監督：谷口正晃、主演：桐谷美玲）

### テレビドラマ
- プリティが多すぎる（2018年10月19日 - 12月21日、全10話、日本テレビ系、主演：千葉雄大）

### 配信ドラマ
- 古書堂ものがたり 第5話・第6話（2023年5月9日・16日、Lemino・ひかりTV、出演：中西アルノ・池田瑛紗、原作：パンダは囁く『配達あかずきん』所収）[12][13]

### コミックス
作画：久世番子
- 配達あかずきん 成風堂書店事件メモ1（2008年2月 新書館〈WINGS COMICS〉）
- サイン会はいかが 成風堂書店事件メモ2（2009年3月 新書館〈WINGS COMICS〉）
- 平台がおまちかね（2011年4月 新書館〈WINGS COMICS〉）